# 基4%
基4%（もとよん、4月28日 - ）は、ケロQ、枕　フロントウイングのイラストレーター・原画家。
SCA-自、にのみー隊長と共に3人でケロQを設立する。なお、イラストレーターの南向春風、SCA-自は大学時の先輩である。

## 主な仕事歴

### ゲーム
- 終ノ空 - 原画
- 二重影 - 原画
- 二重箱 - 原画
- SHADOW AND SHADOW - 原画
- モエかん - 原画
- モエカす - 原画
- 灯穂奇譚（同人作品） - 原画
- H2O -FOOTPRINTS IN THE SAND- - 原画
- √after and another - 原画
- 素晴らしき日々 〜不連続存在〜 - 原画
- 向日葵の教会と長い夏休み - 原画
- サクラノ詩 -櫻の森の上を舞う- - 原画
- サクラノ刻 -櫻の森の下を歩む- - 原画[1]
- 電脳天使ジブリール
- ATRI -My Dear Moments- - 原画[2]

### イラスト
- GWAVE 2010 1st Graceジャケットイラスト

### 画集
- works 基4% illustrations

### アニメ
- H2O -FOOTPRINTS IN THE SAND- - 原案イラスト

- ATRI -My Dear Moments- - キャラクター原案